# Parachela oxygastroides
Parachela oxygastroides es una especie de peces de la familia de los Cyprinidae en el orden de los Cypriniformes.

## Morfología
Los machos pueden llegar alcanzar los 20 cm de longitud total, aunque la longitud normal es de unos 10 cm.

## Hábitat y distribución geográfica
Es un pez de agua dulce tropical, de comportamiento pelágico, que habita en los ríos y lagos desde Indochina hasta Borneo e  Java.